# Jesús de Montreal
Jesús de Montreal (Jesus of Montreal) es una película franco-canadiense de drama de 1989, escrita y dirigida por Denys Arcand, que ganó el Premio del Jurado en el 42.º Festival de Cannes. Se estrenó en los cines de Estados Unidos el 25 de mayo de 1990.

## Resumen
Un grupo de actores y amigos, en nombre de la parroquia de la habitación, ponen en escena una representación de la pasión de Cristo. Pero, ya que la convierten en una versión moderna, relativamente, hasta traer a los personajes a sus propias vidas, la Iglesia se los impide hasta el punto de detenerlos.

## Reparto
- Lothaire Bluteau como Daniel.
- Catalina Wilkening como Mireille.
- Johanne-Marie Tremblay como Constanza.
- Rémy Girard como Martin.
- Robert Lepage como René.
- Gilles Pelletier como H. Leclerc.
- Roy Dupuis como Marcel Brochu.

## Premios y nominaciones
Jesús de Montreal ganó el Premio Genie a la mejor película canadiense de 1989. Fue dos veces segunda en la lista de las diez mejores películas canadienses de todos los tiempos, elaborada por el Festival Internacional de Cine de Toronto. Y fue nominada a  los Premios Óscar de 1989, en la categoría de mejor película extranjera.